# Dicranella luteola
Dicranella luteola är en bladmossart som beskrevs av Mitten 1869. Dicranella luteola ingår i släktet jordmossor, och familjen Dicranaceae. Inga underarter finns listade i Catalogue of Life.